# Eimeria auburnensis
Eimeria auburnensis należy do królestwa protista, rodziny Eimeriidae, rodzaj Eimeria. Wywołuje u bydła chorobę pasożytniczą - kokcydiozę bydła zwaną też czerwonką bydła. Eimeria auburnensis pasożytuje w jelicie cienkim, jelicie ślepym oraz okrężnicy.